# MC DUFF
MC DUFF（エムシー・ダフ）は、日本のラッパーである。

## 経歴
中学時代にDragon Ash、「Let yourself go, Let myself go」で日本語でのラップに触れ、続く「Deep Impact」に客演で参加していたラッパ我リヤのユーモアを交えながらもハードなライミングに大きな衝撃を受ける。
その後、ラッパ我リヤのアルバム「SUPER HARD（1998）」でラップ/ヒップホップカルチャーに本格的に傾倒するようになり、幼馴染であるDOTAMAとの2MCユニット「怒RILL頭（後に5W1Hに改名）」で自身でもラップやトラックメイクを開始。
高校卒業後は大阪芸術大学へと進学。大阪時代には主にGEBO擁するART OF VIBESやABNORMAL BULUM@らと共に活動。並行して、栃木・群馬で主に活動していた「素潜り」と「下水道オリメント」と共に「KITAKANTO SKILLZを結成。いくつかのユニットと並行して制作を行う。途中DOTAMAの脱退等を経て、KITAKANTO SKILLZとして「BUFFALO REPORT CODE:（2011）」をリリース。その後クルーが2013年に活動停止となって以降は本格的にソロに転向。近年はイギリス発祥のダンスミュージック、グライムも取り入れたスタイルで活動中。

## 略歴
2003年
- 自身初の自主制作EP「Scapegoat EP」がBlast紙の人気コーナー「HOME BREWERS」で取り上げられる。

2006年
- DOTAMAとのユニット5W1Hとして12インチ「滅びの目撃者」を自主制作リリース。

2009年
- キリコの2ndアルバム「BLAST」にビート提供。
- 国産グライムを多数収録したミックステープ「GRIME CITY VOL.1」をリリース。

2011年
- KITAKANTO SKILLZとして1stアルバム「BUFFALO REPORT CODE:」リリース。
- YASURI（NIGHT CAMP CLICK）のアルバムにビート提供。

2013年
- 大阪のトラックメイカー、CHOP THE ONIONとの共作「NIGHT CRUISE」をリリース。

2017年
- UMB2017 栃木予選ベスト８[6]。
- ソロ1stアルバム「BLACKSUN」をリリース。
- 栃木のグライムDJ、NEGATINと共に国産グライムミックステープ「GRIME CITY VOL.2」をリリース。

2018年
- UKのMC、J-malの「Next Level（Asia Remix）」に参加。UKグライムをメインに扱うSB.TVからMVがアップされる。

2020年
- 日本のホラーコアを代表するDamien Collaonaの4thアルバムにラップとビートで参加。
- 神戸のグライムMC、Catarrh Nisinの2ndアルバムに「Tsujigiri Barz ft. DUFF (Prod. by Double Clapperz)」で参加。